# Micromorphus minusculus
Micromorphus minusculus is een vliegensoort uit de familie van de slankpootvliegen (Dolichopodidae). De wetenschappelijke naam van de soort is voor het eerst geldig gepubliceerd in 2000 door Negrobov.